# Топала, Роберт
Роберт Николас Кристиан Топала (англ. Robert Nicholas Christian Topala; род. 23 февраля 1987, Уппландс Весбю, Швеция), более известный как RobTop, — независимый шведский разработчик видеоигр, аниматор и музыкант, прославившийся платформером Geometry Dash.

## Биография и карьера

### Личная жизнь
Роберт Топала родился 23 февраля 1987 года в шведском городе Уппландс Весбю, где проживает и по сей день. О его личной жизни неизвестно ничего, кроме того, что он женат на Аннике Деннерстол.

### Flash- и iOS игры
18 декабря 2007 года он в партнерстве с двумя друзьями опубликовал анимацию «Constant Struggle», первоначально созданную в качестве школьного проекта. 6 июня 2010 года Роберт Топала создал свою первую видеоигру Bounce Ball Thingy. Эту, и некоторые последующие проекты он публиковал на веб-сайте Newgrounds. В начале у Роберта были только базовые знания в области программирования. Положительные отзывы о его играх на веб-форумах вдохновляли Топалу. В то же время Топала учился в университете на инженера-строителя. Позже он бросил свой курс, поскольку начал больше интересоваться индустрией видеоигр.
Постепенно Топала переориентировался на разработку игр для iOS. Незадолго до этого, 7 февраля 2012 года, он основал студию Rune Digital и вместе со своими коллегами начали разработку платформера Forlorn. Её прототип был номинирован на премию Swedish Game Awards 2012, также было опубликовано несколько трейлеров и видео-демонстраций игрового процесса. После этого какие-либо новости об игре прекратились.
Топала решил заняться разработкой видеоигр в одиночку, основав RobTop Games в 2013 году. Первой видеоигрой, которую он выпустил под брендом RobTop Games, была Boomlings, — видеоигра-головоломка, выпущенная 5 ноября 2012 года для мобильных устройств. Топала продолжал выпускать видеоигры, в том числе Memory Mastermind (2013) и Boomlings MatchUp (2013).
В 2017 году Топала принял участие в конкурсе «Шведский молодой предприниматель года». Дойдя до финала, он занял второе место в соревнованиях. Жюри сослалось на его «экстраординарный талант» и доморощенный характер его бизнеса в качестве доводов в пользу этого места. В 2018 году RobTop Games приобрела Fäbodarna AB за пять миллионов крон (около 480 000 долларов США).

### Geometry Dash
29 апреля 2013 года Топала анонсировал игру-платформер Geometry Jump, позже переименовав её в Geometry Dash. Изначально Топала предполагал Geometry Dash как компьютерную игру, однако позже изменил свой план и предпринял попытки сделать её мобильной. Она была разработана за четыре месяца на игровом движке Cocos2d с использованием, на тот момент, базовых знаний Топалы в области программирования. Общая идея Geometry Dash состояла в том, чтобы отдать дань уважения Super Mario Bros. и прочим платформерам, в которые он играл в детстве. Он также был вдохновлен более свежими играми для iOS, такими как The Impossible Game, Bit.Trip Runner и Super Meat Boy. По словам Топалы, у Geometry Dash «не было подробного плана», и «всё начиналось как шаблон с кубом, который мог разбиваться и прыгать». Игра была выпущена 13 августа 2013 года для мобильных устройств и 22 декабря 2014 года для Steam (Microsoft Windows и macOS).
На момент своего выпуска Geometry Dash содержала всего семь уровней, однако с более поздними обновлениями полной версии к ним добавилось ещё пятнадцать. Вскоре она приобрела популярность во всем мире. Существует четыре бесплатные, мобильные версии игры, выпущенных в 2013, 2015, 2016 и 2017 годах соответственно: Geometry Dash Lite, Geometry Dash Meltdown, Geometry Dash World, Geometry Dash SubZero. 14 августа 2021 года Топала опубликовал на своем YouTube-канале видеоролик о версии 2.2, первом крупном обновлении с 2017 года. 4 сентября 2022 года Топала выпустил второй анонс, более чем через год после первого. В августе 2023 года во время прямой трансляции на Youtube в рамках празднования 10-летнего юбилея игры было объявлено о выходе нового обновления для Geometry Dash. В октябре 2023 года на официальном канале игры был выпущен трейлер Gеometry Dash 2.2. 20 декабря 2023 года обновление 2.2 официально вышло в Steam, Google Play и App Store.

## Разработанные игры
| Год  | Название               | Платформа(ы)                 | Примечания    |
| ---- | ---------------------- | ---------------------------- | ------------- |
| 2012 | Boomlings              | iOS, Android                 | [ 7 ]         |
| 2013 | Memory Mastermind      | iOS, Android                 | [ 8 ]         |
| 2013 | Boomlings MatchUp      | iOS, Android                 | [ 9 ]         |
| 2013 | Geometry Dash          | iOS, Android, Windows, macOS | [ 15 ] [ 16 ] |
| 2013 | Geometry Dash Lite     | iOS, Android                 | [ 22 ]        |
| 2015 | Geometry Dash Meltdown | iOS, Android                 | [ 23 ] [ 24 ] |
| 2016 | Geometry Dash World    | iOS, Android                 | [ 25 ]        |
| 2017 | Geometry Dash SubZero  | iOS, Android                 | [ 26 ]        |